# Златі Моравці
Злате Моравце (словацьк. Zlaté Moravce, нім. Goldmorawitz, угор. Aranyosmarót) — місто в центральній Словаччині, яке розташоване біля підніжжя Погронського Іновца на річці Жітава. Населення міста — близько 11 803 чоловік.

## Історія
Злате Моравце вперше згадується в 1113 році, як Морова. У 1530 і 1634 роках місто було двічі спалене турками. У 1735 році Злате Моравце стало столицею Теково. У 1894 році зі Злате Моравеце почали ходити потяги до Шуран. У 1919 році в Злате Моравце були запеклі бої між угорською Червоною Армією і чехословацькими військами.

## Населення
| Рік:            | 1994.  | 2004.    | 2014.    | 2024.   |
| --------------- | ------ | -------- | -------- | ------- |
| Кількість осіб: | 15 694 | 13 554   | 11 855   | 11 762  |
| Різниця:        |        | -13,63 % | -12,53 % | -0,78 % |

| Рік:            | 2023.  | 2024.   |
| --------------- | ------ | ------- |
| Кількість осіб: | 11 803 | 11 762  |
| Різниця:        |        | -0,34 % |

## Пам'ятки
- Костел Михайла Архангела
- Замок Мігацці
- Мавзолей Мігацці
- Романський-готичний монастир Гронський Бенядік неподалік
- Замок Топольчьянкі неподалік

## Географія
Протікає Гостянський потік.